# Victor Beamish
Francis Victor Beamish, né le 27 septembre 1903 à Dunmanway et mort au combat le 28 mars 1942 dans la Manche, est un aviateur britannique de la Royal Air Force (RAF).
Il participe notamment à la bataille d'Angleterre pendant la Seconde Guerre mondiale.